# Giuseppe Astengo
Giuseppe Astengo (Savona, 10 marzo 1855 – Savona, 4 aprile 1936) è stato un avvocato e politico italiano.

## Biografia
Figlio di Cristoforo, titolare dell'omonimo pastificio, compie gli studi presso i padri Scolopi e si laurea in Giurisprudenza a Genova. Negli anni '80 dell'Ottocento apre uno studio legale in piazza della Maddalena, a Savona.
Membro della Società Storica Savonese nel 1895 inizia a partecipare alla vita politica cittadina. Alle elezioni amministrative del 5 novembre 1889 viene eletto consigliere comunale, essendo stato presentato nella lista dell'Associazione Liberale Savonese. Il 24 agosto 1900 viene eletto sindaco al posto di Giovanni Battista Berlingeri, che morirà pochi giorni dopo, durante l'alluvione del 27 settembre 1900. Mantiene la carica fino al 12 settembre 1902. Nel corso del suo mandato nasce la zona industriale dell'Oltreletimbro e viene completato il cimitero cittadino a Zinola. 
È eletto nuovamente membro del Consiglio Comunale di Savona, quale esponente dell’Associazione Liberale Costituzionale, con le elezioni amministrative del 10 luglio 1904. Procuratore legale della società petrolifera Samuel & C. di Londra e della Siderurgica di Savona è sostenuto nelle sue attività dal quotidiano conservatore Il Cittadino. Nel 1904 viene rieletto consigliere comunale ma negli stessi giorni si rende vacante il seggio del collegio parlamentare Savona II. Astengo viene chiamato a sostituire Paolo Boselli, che ha optato per Avigliana: il 6 novembre 1904 viene eletto contro il socialista Garibaldi e il radicale Enrico Pessano. Sarà rieletto nelle successive elezioni del 14 marzo 1909 e del 2 novembre 1913. 
Da deputato sostiene Giovanni Giolitti nell'area monarchica costituzionale. Nel 1909 diventa il principale azionista del quotidiano filo-giolittiano La Tribuna. Relativamente alla sua attività parlamentare, il quotidiano Il Lavoro restituisce un forte impegno a favore dei ferrovieri e dei portuali di Genova. Ha presieduto il Comitato per la realizzazione della strada a mare tra Savona e Albissola e sostenuto la battaglia parlamentare di Giolitti per la perequazione delle pensioni.
Nel 1919, al termine del terzo mandato, non si ricandida e torna ad occuparsi del suo studio legale e dei suoi studi storici sulla città di Savona.